# ウェズリー・コー
ウェズリー・コー（William Wesley Coe, Jr.、1879年5月8日 – 1926年12月24日）は、アメリカ合衆国の元陸上競技選手である。彼は、1904年に開催された1904年セントルイスオリンピックの砲丸投で銀メダルを獲得した。

## 経歴
ボストン生まれのコーは、当時のアメリカとイギリスの両方で高名な陸上選手だった。1900年にAAU主催ジュニア選手権の砲丸投で優勝し、翌年渡英してオックスフォード大学に入学した。1901年と1902年に連続でイギリスAAA（en:Amateur Athletic Association）選手権で優勝し、1902年のケンブリッジ大学との対抗戦では砲丸投とハンマー投で優勝している。母国に戻った後にイェール大学に入学したが、大学の代表選手として主要な競技会に出場することはできなかった。
コーは、1904年のセントルイスオリンピックと1908年ロンドンオリンピックに連続で出場している。
セントルイスオリンピックでは、砲丸投のみに出場した。競技はアメリカ選手7人、ギリシャからの選手1人の合計8人が出場して8月31日に予選なしの決勝のみで実施された。コーは14メートル40センチの記録を出して、同じくアメリカ代表のラルフ・ローズに続いて2位となり、銀メダルを獲得した。
ロンドンオリンピックでは、砲丸投の他に綱引きにも出場した。8つの国から25人が参加した砲丸投では、自己の記録には遠く及ばないながらも予選1組で1位となったが、決勝では記録を伸ばせず4位に終わっている。綱引き競技には、イギリスの各警察代表3チームとアメリカ代表、スウェーデン代表各1チームの合計5チームが出場した。コーはラルフ･ローズやマーキーズ・ホアなどとともにアメリカ代表チームの一員として出場したが、1回戦でリバプール市警察代表チームに敗れている。
オリンピック以外の主な大会では、1905年のAAU選手権で当時の世界最高記録15メートル9センチの投擲で優勝し、翌年も連覇している。1908年のロンドンオリンピック後もたびたび渡英し、1912年のAAA選手権では砲丸投で2位となるなど、イギリスでの競技会への参加も続けた。
1926年に母国アメリカへ戻った後に、健康上の理由からモンタナ州ボーズマンに定住した。しかし、ホジキン病でその6ヵ月後に死去している。

## オリンピックでの成績
| 年   | 大会                           | 場所                     | 種目   | 結果 | 記録      |
| ---- | ------------------------------ | ------------------------ | ------ | ---- | --------- |
| 1904 | 1904年セントルイスオリンピック | セントルイス（アメリカ） | 砲丸投 | 2位  | 14.40m    |
| 1908 | 1908年ロンドンオリンピック     | ロンドン（イギリス）     | 砲丸投 | 4位  | 13.07m    |
| 1908 | 1908年ロンドンオリンピック     | ロンドン（イギリス）     | 綱引き | 5位  | 1回戦敗退 |